# Vysílač Radíkov
Vysílač Radíkov se nachází ve stejnojmenné obci v nadmořské výšce 432 m n. m. Objekt zajišťuje distribuci rozhlasového signálu pro město Olomouc a jeho blízké okolí. U vysílače se nachází výletní chata Pod věží.
Do 31. října 2020 šířil vysílač signál Regionální sítě 8. Byla vysílána s výkonem 5 kW na kanálu 52 v horizontální polarizaci.
Stejný typ betonové věže se nachází na Klínovci, v Hoděšovicích u Hradce Králové a na Zelené hoře u Chebu.

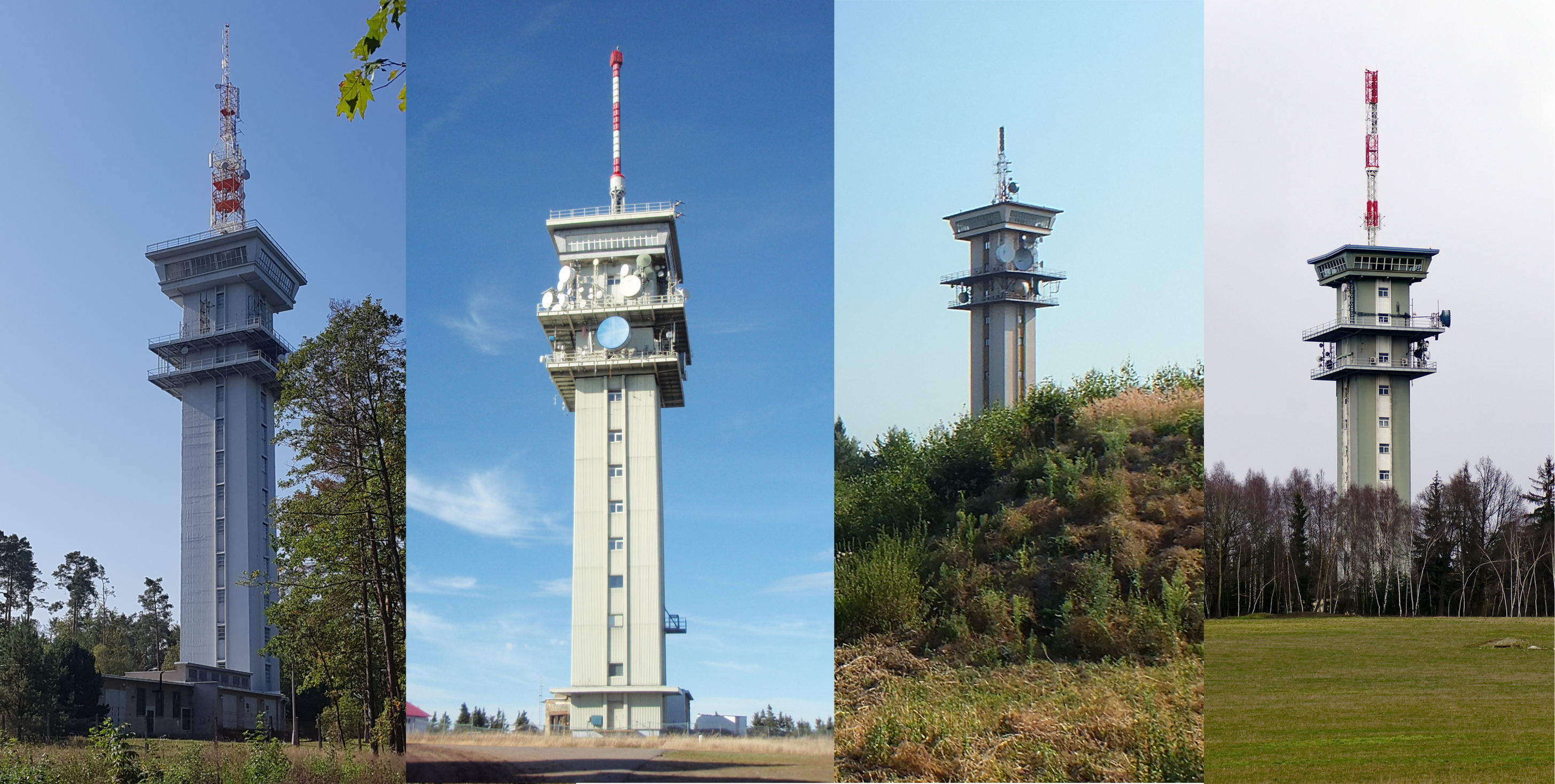
Porovnání betonových vysílačů stejného typu – Hoděšovice, Klínovec, Radíkov a Zelená hora

## Vysílané stanice

### Rozhlas
Vysílač Radíkov má přiděleny kmitočty pro následující rozhlasové stanice:
|    | Stanice     | Kmitočet | Výkon (ERP) | Polarizace   |
| -- | ----------- | -------- | ----------- | ------------ |
| FM | ČRo Olomouc | 92,8 MHz | 0,8 kW      | horizontální |

Z vysílače se šíří i digitální rozhlas DAB+:
|      | Multiplex | Kanál | Kmitočet    | Výkon (ERP) | Polarizace |
| ---- | --------- | ----- | ----------- | ----------- | ---------- |
| DAB+ | ČRo DAB+  | 12D   | 229,072 MHz | 2 kW        | vertikální |

## Ukončené vysílání

### Analogová televize
Vypínání analogového vysílání probíhalo od 31. října 2011 do 11. listopadu 2011. Nejprve ukončila vysílání ČT1, následně i TV Prima.
| Vypnuto       | Stanice  | Kanál | Kmitočet   | Výkon (ERP) | Polarizace   |
| ------------- | -------- | ----- | ---------- | ----------- | ------------ |
| říjen 2011    | ČT1      | 33    | 567,25 MHz | 22 kW       | horizontální |
| listopad 2011 | TV Prima | 60    | 783,25 MHz | 22 kW       | horizontální |

### Digitální vysílání DVB-T
Vypínání Regionální sítě 8 probíhalo 31. října 2020.
|       | Multiplex        | Kanál | Kmitočet | Výkon (ERP) | Polarizace   |
| ----- | ---------------- | ----- | -------- | ----------- | ------------ |
| DVB-T | Regionální síť 8 | 52    | 722 MHz  | 5 kW        | horizontální |

## Nejbližší vysílače
| Růžice kompasu | Litický Chlum 89 km   | Praděd 50 km        | Hošťálkovice 65,4 km   | Růžice kompasu |
| Růžice kompasu | Harusův kopec 95,7 km | Sever               | Veselský kopec 31,5 km | Růžice kompasu |
| Růžice kompasu | Harusův kopec 95,7 km | Západ · Východ      | Veselský kopec 31,5 km | Růžice kompasu |
| Růžice kompasu | Harusův kopec 95,7 km | Jih                 | Veselský kopec 31,5 km | Růžice kompasu |
| Růžice kompasu | Kojál 50 km           | Tlustá hora 52,3 km | Ploštiny 74,9 km       | Růžice kompasu |